# Euscirrhopterus discifera
Euscirrhopterus discifera är en fjärilsart som beskrevs av George Francis Hampson 1901. Euscirrhopterus discifera ingår i släktet Euscirrhopterus och familjen nattflyn. Inga underarter finns listade i Catalogue of Life.